# Берген ауф Риген
Берген ауф Риген (њем. Bergen auf Rügen) град је у њемачкој савезној држави Мекленбург-Западна Померанија. Једно је од 42 општинска средишта округа Риген. Према процјени из 2010. у граду је живјело 14.212 становника. Посједује регионалну шифру (AGS) 13061004.

## Географски и демографски подаци
Берген ауф Риген се налази у савезној држави Мекленбург-Западна Померанија у округу Риген. Град се налази на надморској висини од 55 метара. Површина општине износи 41,8 km². У самом граду је, према процјени из 2010. године, живјело 14.212 становника. Просјечна густина становништва износи 340 становника/km².

## Међународна сарадња
| Мјесто  | Држава  | Врста сарадње | Од    |
| ------- | ------- | ------------- | ----- |
| Хошчно  | Пољска  | пријатељство  | 2008. |
|         | Пољска  | пријатељство  | 2008. |
| Голењов | Пољска  | партнерство   | 2003. |
| Сведала | Шведска | партнерство   | 1991. |
| Извор   |         |               |       |